# Noahkai Banks
Noahkai Dominic Banks (ur. 1 grudnia 2006 w Honolulu) – amerykański piłkarz pochodzenia niemieckiego występujący na pozycji środkowego obrońcy, od 2025 roku zawodnik niemieckiego FC Augsburg.
Jego ojciec pochodzi ze Stanów Zjednoczonych, zaś matka z Niemiec.